# Hella Joof
Hella Joof, född 1 november 1962 i Birkerød, är en dansk skådespelare, filmregissör, manusförfattare och komiker. Hon utbildade sig på Odense Teaters elevskola 1986-1990.
Som skådespelare är Hella Joof mest känd för farser och sketcher, bland annat i grupperingarna Guds blinde øje, Lex & Klatten och Det brune punktum med bland andra Martin Brygmann, Paprika Steen och Peter Frödin. Hennes filmroller är vanligen lite mer realistiska. Hon har också blivit ett välkänt ansikte i barnprogram på TV. 
Hon bjöds in som medförfattare till En kort en lång, och blev oväntat även filmens regissör. Filmen blev den mest sedda danska filmen 2001, och fick i huvudsak god kritik. Därefter har Joof fortsatt regissera filmer, och ofta har hon en hand med i manuset.

## Filmer i urval, skådespelare
- 1987: Peter von Scholten
- 1994: Snøvsen Ta'r Springet
- 1996: Hjältar
- 1997: Hannibal & Jerry
- 1998: Mimi og madammerne
- 1999: Den enda rätta
- 2003: Den utvalde
- 2013: Talenttyven

## Filmer i urval, regissör
- 2001: En kort en lång (även manus)
- 2004: Oh Happy Day (även manus)
- 2006: Fidibus (även manus)
- 2008: Linas kvällsbok
- 2009: Se min kjole (även manus)
- 2012: Sover Dolly på ryggen
- 2014: All Inclusive
- 2018:  Happy Ending